# Angel Poland Group
Angel Poland Group sp. z o.o. – przedsiębiorstwo z siedzibą w Krakowie, założone w 2015 zajmujące się działalnością deweloperska oraz obsługi nieruchomości hotelowych i mieszkalnych.

## Działalność
Grupa istnieje od 2003 roku i zatrudnia ponad 300 osób. Specjalizuje się w rewitalizacjach historycznych obiektów oraz terenów poprzemysłowych w największych polskich miastach. Grupa koncentruje się na realizacji projektów mieszkaniowych o podwyższonym standardzie, jak i luksusowych apartamentów, obiektów hotelowych i mix use. Od 2018 r. jest członkiem Polskiego Związku Firm Deweloperskich (PZFD)., a także jednym z założycieli krakowskiego Oddziału PZFD.
Firma dotychczas zrealizowała kompleksy mieszkaniowe Angel Plaza, Angel City i Angel Wawel w Krakowie oraz Angel Wings, Angel River we Wrocławiu. W ramach grupy działają również dwa wybudowane przez nią hotele we Wrocławiu: The Granary oraz mix use – OVO Hilton Wrocław obejmujący Double Tree by Hilton. W swojej strukturze spółka posiada również firmę generalnego wykonawstwa – Angel Construction, jak i podmiot zarządzający zrealizowanymi budynkami – Angel Management.
Angel Poland Group powołała organizację charytatywną non-profit – Angel Concept. Ideą jej działalności jest poszukiwanie przestrzeni do współpracy z miastem, środowiskiem artystycznym, mieszkańcami, poprzez działania bazujące na odpowiedzialności społecznej i dobroczynności. Angel Concept kieruje się ideą zrównoważonego rozwoju i stawia sobie za priorytety dbanie o środowisko naturalne oraz współpracę z lokalnymi społecznościami m.in. takie jak szkoły lub domy seniora.
W ramach działalności społecznej Grupa zrealizowała m.in. promenadę przy apartamentowcach Angel Wings i Angel River na Przedmieściu Oławskim we Wrocławiu. Ponadto projektuje również Park Sensoryczny we Wrocławiu.
W 2013 roku Angel Concept zorganizował w Krakowie w dawnym klasztorze sióstr Koletek wystawę „Powrót do domu”. Prace wystawiali tam m.in. Wilhelm Sasnal, Marcin Maciejowski, Rafał Bujnowski, Julian Ziółkowski, Tomek Kowalski, Janek Simon, Paweł Książek, Łukasz Jastrubczak.
Grupa Angel Poland wybudowała także pierwsze w Polsce kompleksowe Centrum Seniora Angel Care (Dom Opieki, Mieszkania dla Seniorów). Obiekt został w 2018 roku sprzedany międzynarodowej grupie kapitałowej ORPEA.

## Nagrody i wyróżnienia
- Angel Wawel – Inwestycja Dekady portalu RynekPierwotny.pl – 21 listopada 2019 – nagroda otrzymana podczas jubileuszowej gali 10-lecia serwisu[1].
- Angel Poland Group – Best Luxury Real Estate Company – Poland w konkursie Real Estate and Property Awards (listopad 2019) organizowanym przez brytyjski magazyn BUILD[2].
- Angel River – indywidualna nagroda Inżynier Roku w kategorii Kierownik Budowy dla Pani mgr inż. Ewy Kruszyny za realizację inwestycji Angel River (wrzesień 2019)[3][4].
- Ovo Wrocław – Inwestycja Roku 2017 – TOPBuilder. Najlepszy Nowy Hotel Roku w Polsce – Eurobuild Awards 2016 „Budowla Przyszłości” jako najlepszy obiekt komercyjny i rekreacyjny – jego unikalna forma została doceniona podczas przeglądu architektonicznego MIPIM 2008 w Cannes i uhonorowana nagrodą.
- Angel Wawel – Rewaloryzacja Roku 2016 – Mój Dom. Najbardziej Prestiżowa Inwestycja Mieszkaniowa w Polsce 2015 – Otodom.
- Angel Plaza – Nagroda ECC Real Estate Quality 2007 – najlepsza inwestycja mieszkalna.